# Il padre e lo straniero
Pour plus de détails, voir Fiche technique et Distribution.
Il padre e lo straniero est un film italien réalisé par Ricky Tognazzi avec Alessandro Gassman  et Amr Waked, et sorti en 2010.

## Synopsis
Diego (Alessandro Gassman), Romain père d'un enfant handicapé, rencontre Walid (Amr Waked), riche homme d'affaires syrien, lui-même père d'un enfant gravement handicapé. De cette souffrance commune nait une amitié inhabituelle et les deux hommes se rencontrent aux bains, dans des boutiques de luxe et grâce à une sœur mystérieuse nommée Zaira (Nadine Labaki). Ils prennent un vol privé pour la Syrie pour visiter le domaine acheté pour le fils de Walid. Au retour de cet étrange voyage-éclair, la douleur qui empêchait Diego et sa femme de retrouver la passion, s'estompe progressivement tandis que le mystérieux Walid disparaît à la suite d'une accusation de terrorisme. Surveillé par les services secrets, dans une Rome suffocante et ambigüe, Diego recherche Walid mais découvre une vérité choquante et triste.

## Fiche technique
- Réalisation : Ricky Tognazzi
- Scénario : Giancarlo De Cataldo, Ricky Tognazzi, Giancarlo De Cataldo, Simona Izzo, Graziano Diana et Dino Giarrusso
- Photographie : Giovanni Canevari
- Montage : Carla Simoncelli
- Musique : Carlo Siliotto
- Producteur : Grazia Volpi et Sandro Frezza
- Sociétés de production : Ager 3 en coproduction avec Rai Cinema
- Distribution : 01 Distribution
- Langue : italien
- Dates de sortie : 
  -  Italie : 30 octobre 2010 (Festival de Rome) - 18 février 2011

## Distribution
- Alessandro Gassman : Diego
- Amr Waked : Walid
- Kseniya Rappoport : Lina
- Leo Gullotta : Santini
- Nadine Labaki : Zaira
- Emanuele Salce : Mazzoleni
- Lavinia Biagi : Chiara
- Emidio La Vella : Colasanti
- Claudio Spadaro : le docteur Valenti
- Mohamed Zouaui : Michel Arabesque
- Matteo Reza Azchirvani : Persiano locale
- Leonardo Della Bianca : Giacomino
- Ilary Branco : Yusef